# Kocia ferajna (film)
Kocia ferajna (tytuł oryg. Don Gato y su Pandilla, ang. Top Cat: The Movie) – meksykańsko-argentyński film animowany z 2011 roku w reżyserii Alberta Mara, powstały na podstawie serialu animowanego Kocia ferajna wytwórni Hanna-Barbera. Film został wykonany techniką trójwymiarową.
Premiera filmu miała miejsce w Meksyku 16 września 2011 roku. Dziewięć miesięcy później po premierze w Meksyku film pojawił się 1 czerwca 2012 roku w Wielkiej Brytanii oraz 2 sierpnia 2013 roku w Stanach Zjednoczonych. W Polsce premiera filmu odbyła się 6 grudnia 2013 roku na antenie teleTOON+.

## Opis fabuły
Akcja filmu rozgrywa się w zaułku i opowiada o dalszych przygodach Tolka Cacka oraz jego przyjaciół. Główny bohater zakochuje się w pięknej kotce imieniem Trixie i chce zaimponować jej bogactwo Maharadży z Pookajee. Tymczasem nowy oficer policji chce zaprowadzić porządek z kocią szajką. Tolek Cacek i jego gang muszą za wszelką cenę powstrzymać nowego oficera policji.

## Obsada

### Meksykański dubbing
- Raul Anaya – Tolek Cacek
- Jorge Arvizu – Benek / Choo Choo
- Jesus Guzman – Hyś
- Eduardo Garza – Lalek
- Luis Fernando Orozco – Picuś
- Sebastian Llapur – Posterunkowy Dybek
- Rosalba Sotelo – Trixie
- Mario Castañeda – Lou Strickland
- Ricardo Tejedo – Rugelio

### Angielski dubbing
- Jason Harris Katz – Tolek Cacek / Choo Choo / Hyś / Griswald (brytyjska wersja) / Lou Strickland (brytyjska wersja) / Wielki Gus
- Rob Schneider – Lou Strickland (amerykańska wersja)
- Chris Edgerly – Benek
- Benjamin Diskin – Picuś
- Matt Piazzi – Lalek
- Bill Lobely – Posterunkowy Dybek
- Danny Trejo – Griswald (amerykańska wersja)
- Melissa Disney – Trixie
- Fred Tatasciore – Robot / Goryl
- Bob Kaliban – sędzia / szef policji / burmistrz

## Wersja polska
Wersja polska: na zlecenie teleTOON+ – Studio Publishing

Dialogi: Dorota Dziadkiewicz

Reżyseria: Dorota Kawęcka

Dźwięk i montaż: Jacek Kacperek

Kierownictwo produkcji: Aneta Staniszewska

Udział wzięli:
- Modest Ruciński – Tolek Cacek
- Stefan Knothe – Posterunkowy Dybek
- Janusz Wituch –
  - Benek,
  - Gruby Stan
- Robert Tondera –
  - Hyś,
  - Burmistrz,
  - Einstein,
  - Rupert
- Tomasz Błasiak –
  - Lalek,
  - Gryzol,
  - Chudy Moe,
  - Vinny,
  - Spectrum,
  - Gerry
- Grzegorz Kwiecień –
  - Choo Choo,
  - Maharadża z Pakadżi,
  - Jednooki Bill,
  - Czatanuga,
  - Laszlo
- Cezary Kwieciński –
  - Picuś,
  - Wielki Zen,
  - Mały Luis,
  - Dandy
- Andrzej Chudy – Lou Kapuśniak
- Julia Kołakowska-Bytner –
  - Trixie,
  - Babcia
- i Joanna Pach-Żbikowska –
  - Larue,
  - Baronowa,
  - Madame

Lektor: Marcin Sołtyk